# Trikén
A trikén (más néven tiózon, kén trimer, triszulfur) a kén cseresznyevörös színű allotrop módosulata. Normál körülmények közt hagyományos kénné alakul:
{\displaystyle {\ce {8 S3 -> 3 S8}}}

## Szerkezete
Szerkezetét tekintve a trikén és az ózon hasonlók. Mindkettő molekulája V alakú, és diamágneses. Bár S=S kettős kötésekkel jelölik, a kötések helyzete a valóságban összetettebb.
Az S–S távolságok egyenlők, nagyságuk 191,70 ± 0,01 pm, a központi atomnál bezárt szög 117,36 ± 0,006°.  Ugyanakkor a gyűrűs S3, ahol a kénatomok szabályos háromszögben rendeződnek el három egyszeres kötéssel (hasonlóan a gyűrűs ózonhoz és a ciklopropánhoz), a számítások szerint alacsonyabb energiaszinten van a kísérletileg megfigyelt V alakú molekulánál.
A tiózon nevet Hugo Erdmann gondolta ki 1908-ban, mikor feltételezte, hogy a S3 a folyékony kén nagy részét alkotja, de létezése J. Berkowitz 1964-es kísérleteiig bizonyítatlan maradt. Tömegspektrometriával kimutatta, hogy a kéngőzök tartalmazták a S3 molekulát. 1200 °C felett a S3 a második leggyakoribb molekula a S2 után a gázállapotú kénben. A folyékony kénben a molekula elég magas (körülbelül 500 °C) hőmérsékletig nem gyakori. Az ilyen kis molekulák, mint a trikén, adják a folyékony kén reakcióképességét. A S3 abszorpciós maximuma 425 nm-nél van.
A S3 szilárd nemesgázban vagy üvegben lévő S3Cl2 fotolízisével is létrehozható.

## Reakciói
A trikén reagál szén-monoxiddal, mely reakció termékei a karbonil-szulfid és a dikén.
Adott számú kénatomot tartalmazó vegyületekké történő átalakulása lehetséges:
S3 + S2O → S5O (gyűrűs)

## Aniongyök

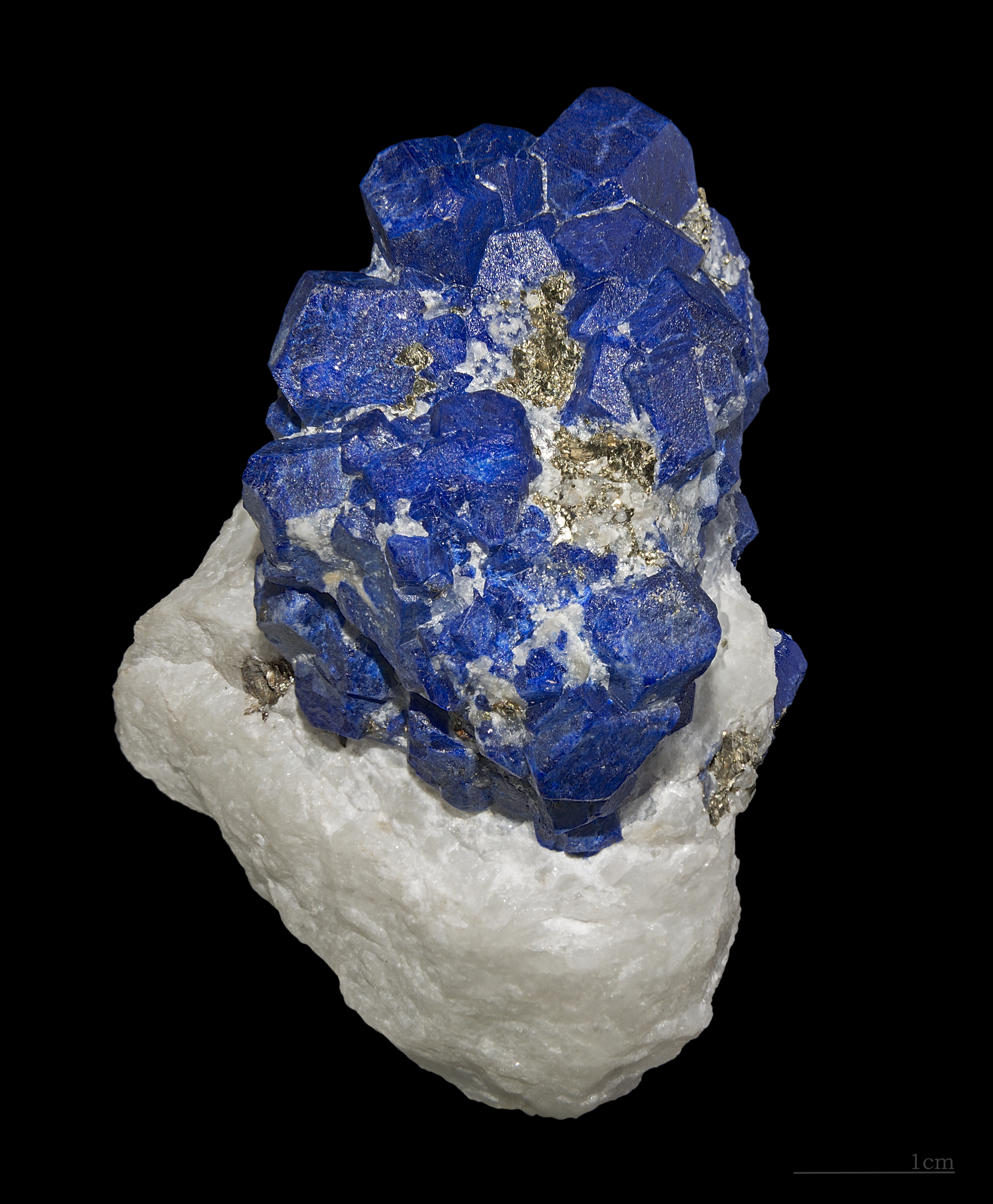
A lazurit tartalmaz S_{3}^{−}-ot.

Noha a S3 normál körülmények közt ritka, az S−3 aniongyök gyakori. Intenzív kék színe van. Néha tiozonidnak is nevezik az ozonid- (O−3) ionnal való analógiának megfelelően. A lazurit (amiből az ultramarin készül) tartalmaz S−3-ot. Az Yves Klein kifejlesztette International Klein Blue szintén tartalmazza az S−3 aniont. Ez vegyérték-izoelektromos az ozonidionnal. A kék szín az ionban C2A2 állapotról X2B1 állapotra végbemenő átalakulástól van, ami erős abszorpciós sávot hoz létre 610-620 nm-nél, vagyis 2,07 eV-nál (azaz a látható spektrum narancssárga régiójában). A Raman-frekvencia 523 cm−1, és egy másik infravörös abszorpciós vonal található 580 cm−1-nél.
A S−3 ionról kimutatták, hogy vizes oldatban stabil 0,5 GPa nyomáson, és feltételezhetően természetesen is előfordul nagy mélységben a földkéregben, ahol szubdukció vagy nagynyomású metamorfizmus történik. Ez az ion valószínűleg a réz és az arany mozgatásában fontos a hidrotermális oldatokban.
A lítium-hexaszulfid (ami S−6-t tartalmaz, ami egy másik poliszulfid-aniongyök) tetrametilén-diaminnal szolvatálva acetonban és hasonló donor oldószerekben S−3-ra disszociál.
A S−3 aniongyököt kéngőzök Zn2+ ionokkal való mátrixban történő redukciójával is előállították. Az anyag szárazon erősen kék, és színe zöldre, sárgára változik nyomnyi mennyiségű víz jelenlétében. Előállításának másik módja poliszulfidok hexametil-foszforamidban történő feloldásával, ami kék színt ad.
A S−3 előállításának további módjai közé tartozik a kén kissé megnedvesített magnézium-oxiddal történő reakciója.
A S−3 Raman-spektroszkópiával azonosítható, ami festményekhez is használható noninvazívan. A sávok 549 cm-1 a szimmetrikus, 585 cm-1 az aszimmetrikus nyúlásra és 259 cm-1 a meghajlásra. A természetes anyagok tartalmazhatnak S−2 iont is, ami 390 nm-nél nyel el, és aminek Raman-sávja van 590 cm-1-nél.

## Triszulfidion
A triszulfidion (S2−3) a poliszulfid-sorozat része. A kénlánc V alakú, a kötésszög 107,88°, a kovalens kötések egyszeresek. A SrS3-ban az S–S kötéshossz 205 pm. Izoelektromos a kén-dikloriddal.

## Fordítás
Ez a szócikk részben vagy egészben  a   Trisulfur című angol Wikipédia-szócikk fordításán alapul.  Az eredeti cikk szerkesztőit annak laptörténete sorolja fel. Ez a jelzés csupán a megfogalmazás eredetét és a szerzői jogokat jelzi, nem szolgál a cikkben szereplő információk forrásmegjelöléseként.